# Diogo José Cabral
Diogo José Cabral (Porto, 12 de Dezembro de 1864 – Porto, 25 de Dezembro de 1923), 1.º Conde de Vizela, foi um empresário industrial, político e filantropo português.

## Família
Um de dois filhos de Diogo José Cabral (1832–1879) e de sua mulher Maria Emília J. M. (1825–1904) e neto paterno de António José Cabral (1783–1865) e de sua mulher Margarida Rosa (?–1867), o qual teve mais três filhos e filhas.

## Biografia
Educado no Colégio Jesuíta de Campolide, onde fez o Curso Liceal, partiu para a Grã-Bretanha e Irlanda a completar os seus estudos, demorando-se no grande centro fabril de Manchester para se pôr ao corrente dos progressos introduzidos na indústria têxtil. Esse estágio no estrangeiro permitiu-lhe adquirir conhecimentos especializados que, volvidos anos, aplicou com pleno êxito na fábrica de fiação e tecidos fundada por seu avô em Negrelos, Concelho de Santo Tirso, e que passou a ser uma das maiores e mais bem apetrechadas do Norte do País. Foi Diretor da Parceria da Fábrica de Fiação do Rio Vizela. Ocupou-se também de política, tendo sido eleito Deputado pelo Círculo Eleitoral do Distrito do Porto (N.º 5) em Novembro de 1895 para a Legislatura de 1896–1897, tendo prestado Juramento a 8 de Janeiro de 1896. Integrou a Comissão de Artes e Indústrias em 1897. A sua participação no Parlamento resume-se à entrega duma representação da indústria de tarjamento de papéis de luto, pedindo que na reforma das pautas se determinasse que os papéis tarjados de luto, incluídos no artigo 512 da pauta em vigor, fossem equiparados aos papéis impressos, passando para o artigo 504 da mesma pauta, na Sessão de 14 de Março de 1896). E consagrou parte da sua atividade à administração de corporações laicas e religiosas, de caráter beneficente.
O título de 1.º Conde de Vizela foi-lhe concedido por Decreto de D. Carlos I de Portugal de 22 de Dezembro de 1900.

## Casamentos e descendência
De María de la Soledad López, de Valencia ou de Madrid, solteira, teve uma filha natural: 
- María de la Soledad Cabral López (1889–1956), casada com Juan Tapias Rodríguez, de Vigo, Advogado, viveram em parte do Palácio de seu irmão o 2.º Conde de Vizela, com geração[7]

Casou primeira vez com Raquel dos Reis (1874–1898), filha do segundo casamento do 1.º Visconde de São Salvador de Matosinhos e 1.º Conde de São Salvador de Matosinhos, da qual teve dois filhos: 
- Diogo José Cabral, Jr. (1894–1912)
- Carlos Alberto Cabral (Porto, 1895/1896–1968), que usou o título de 2.º Conde de Vizela. Mandou construir a Casa de Serralves no Porto.

Casou segunda vez com Gabrielle Motton (1869–1927), da qual teve um filho: 
- Diogo Eugénio Augusto Cabral (19 de Janeiro de 1903 – 1974), Representante do Título de Conde de Vizela, casado com Cecília Yvonne Veloso de Araújo, da qual teve três filhos: 
  - Eurico Diogo Carlos Veloso de Araújo Cabral (14 de Março de 1929), que em Monarquia seria Representante do Título de Conde de Vizela, casado, com um filho
  - Diogo José Veloso de Araújo Cabral (12 de Fevereiro de 1930/1931), casado, com três filhos e filhas
  - Mário Manuel Veloso de Araújo Cabral (Porto, Cedofeita, 15 de Janeiro de 1934)